# SMS Augusta
Pour les articles homonymes, voir Augusta.
La SMS Augusta est une corvette (appelée corvette à pont affleurant) de la marine prussienne, qui est incorporée à la marine impériale lors de la fondation de l'Empire allemand en 1871. En 1884, elle est reclassée en tant que corvette de croisière. Elle coule dans un cyclone en 1885.

## Histoire

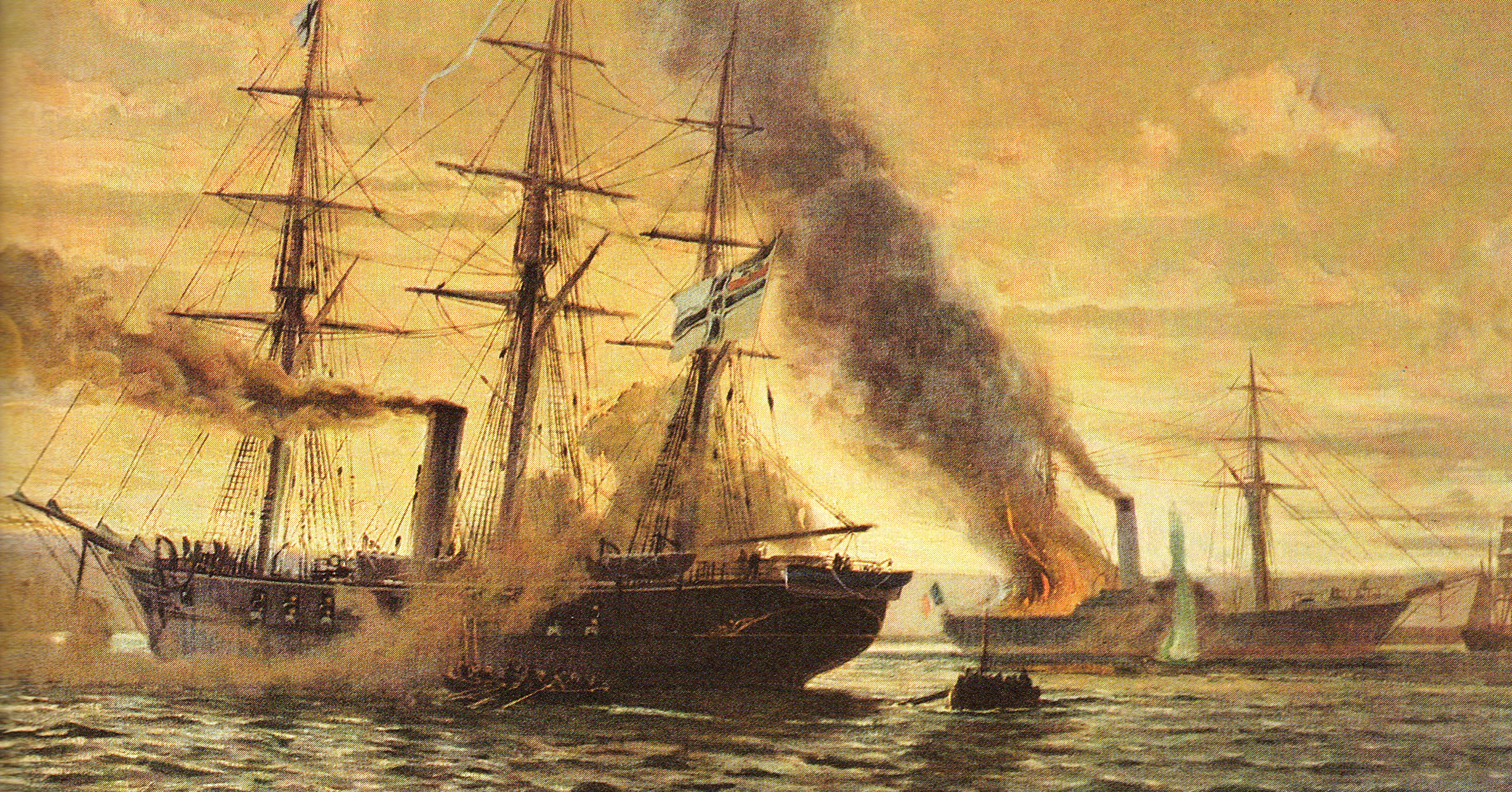
La corvette de guerre prussienne Augusta, Gironde, 1870 (Alexander Kircher)

Les États confédérés avaient commandé deux navires aux chantiers Arman (en) à Bordeaux pour une utilisation dans la guerre civile. Pour dissimuler cela et éviter une implication internationale, les navires sont construits sous les noms (apparemment japonais) Yeddo et Osakka. Le vrai nom du Yeddo aurait été Mississippi. La livraison est empêchée grâce à l'intervention personnelle de l'Empereur Napoléon III, qui veut éviter que la France ne s'implique dans la guerre.
Lorsqu'il n'est plus possible de les remettre au commanditaire, ils sont achetés par le royaume de Prusse le 13 mai 1864, pendant la guerre germano-danoise. Le Yeddo est entré en service sous le nom d'Augusta, nommé d'après la reine de Prusse et épouse de Guillaume Ier Augusta, et l'Osakka sous le nom de Victoria (de). L'Augusta n'arriva cependant en mer du Nord qu'en juillet 1864, donc après la fin de la guerre, et reste en service jusqu'au printemps 1865 afin de former l'équipage.

### Déployé à la station des Indes-Occidentales (1867-1868)

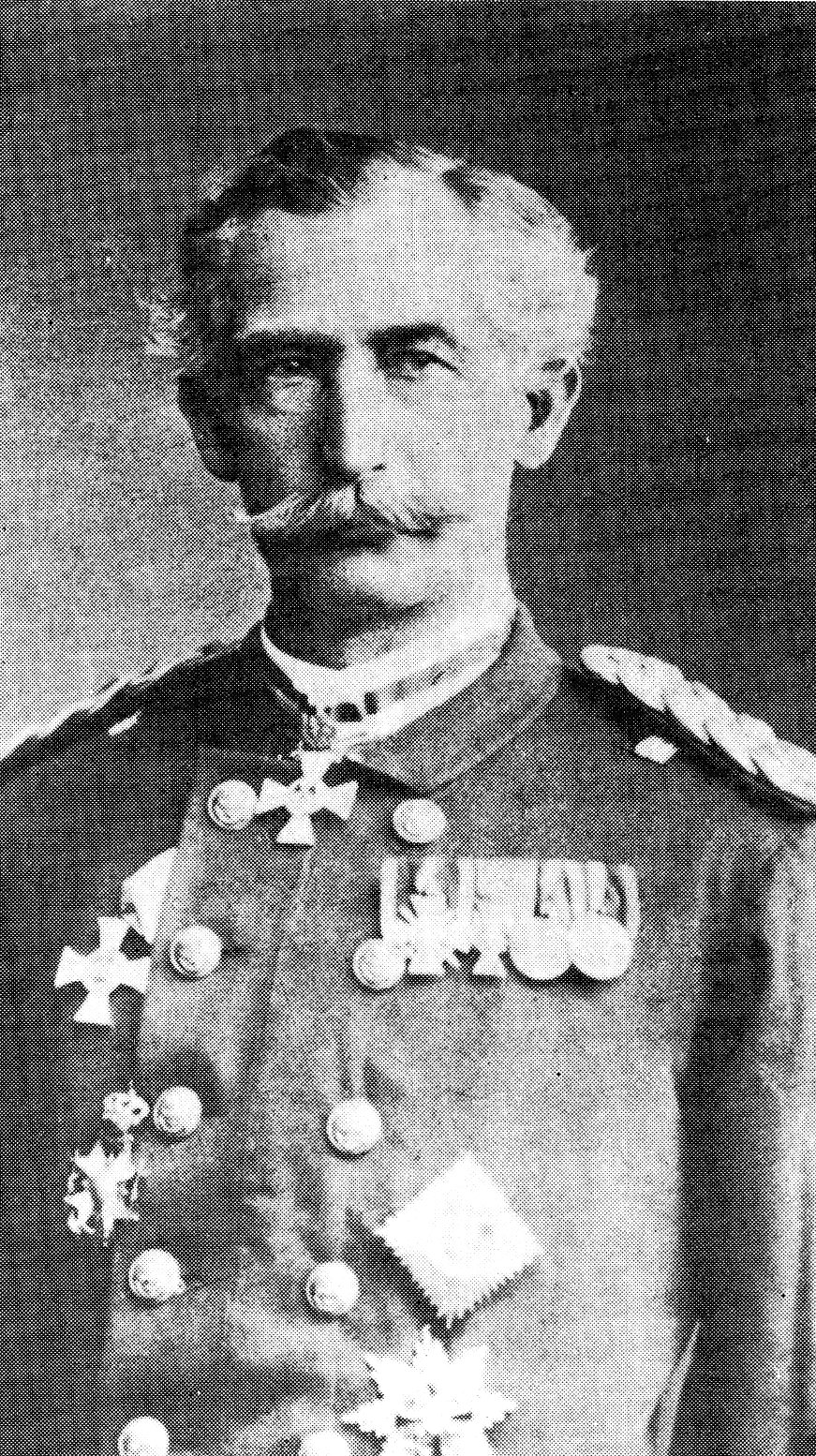
Franz Kinderling (1820-1895)

Bien que les faibles ressources de la marine prussienne n'ont pas permis le stationnement permanent d'un navire aux Indes-Occidentales, le ministère des Affaires étrangères et le ministère de la Marine (de) doivent réagir aux demandes urgentes de protection des résidents allemands et des représentants de les villes hanséatiques. Ces demandes concernent d'une part le Mexique, où les dirigeants impériaux-Maximiliens ainsi que les libéraux font pression sur les commerçants allemands, et d'autre part Barranquilla en Colombie et au Venezuela, où les troubles révolutionnaires ont mis en danger le commerce allemand. Au ministère de la Marine, Roon rejette initialement le stationnement permanent d'un navire en raison d'un manque de capacités, mais assure le déploiement temporaire de l'Augusta dans les Caraïbes, ce que le ministère des Affaires étrangères accepte. Sous son commandant Franz Kinderling, la corvette est mise en service le 27 août 1867 pour l'hiver 67/68 pour les Indes-Occidentales.
La principale zone d'opérations doit être le golfe du Mexique. Étant donné que le nouveau gouvernement mexicain, dirigé entre-temps par Benito Juárez n'a pas encore été reconnu par la Prusse, Kinderling se voit recommander une approche prudente mais consensuelle avec les nouveaux dirigeants mexicains, le gouvernement devant être reconnu comme un fait dans ses relations avec les autorités. La destination est Veracruz. Le choix des autres ports d'escale est laissé à Kinderling.
En plus de la demande du ministère des Affaires étrangères, Kinderling reçoit de la marine elle-même, par l'intermédiaire du prince Adalbert, celle de mener des études préliminaires pour la création éventuelle d'une base navale prussienne dans une baie peu connue appelée Limón, sur la côte caraïbe du Costa Rica. En arrière-plan se trouvent les efforts d'un ancien citoyen prussien et désormais conseiller d'État costaricien, Estreber (alias Friedrich E. Streber), considéré comme obscur, qui entretient une correspondance avec Bismarck en 1866. Bismarck réagit avec réserve et transmet la correspondance au ministère de la Marine. Le prince Adalbert et Roon ont ainsi l'occasion, grâce au voyage de l'Augusta, de revenir sur l'offre d'Estreber.
Ce n'est qu'après de nombreux retards d'ordre technique que la corvette atteint sa zone d'opération en mars 1868. C'est ainsi que débute la présence de la marine allemande (du nord) dans la station navale des Antilles.
Après de brèves visites au Venezuela et en Colombie, l'Augusta fait escale à Aspinwall le 1er avril, puis dix jours plus tard dans la baie de Limón, l'actuel Puerto Limón. Pour négocier avec le président du Costa Rica, Castro, Kinderling, accompagné d'un guide indien et de quelques membres de l'équipage de l'Augusta, part le 17 avril 1868 pour San José, que le groupe atteint le 24 avril à travers la forêt vierge en mule et en canoë. Dès le 25 avril, Kinderling rencontre le président Castro, mais les négociations avec le gouvernement costaricien n'aboutissent pas. Kinderling lui-même suppose que, par égard pour les États-Unis, une cession de terrain serait tout au plus envisageable à une société privée, mais pas à un gouvernement étranger. Du 7 au 9 mai 1868, les Allemands, accompagnés d'un officier costaricien, se rendent à cheval à Puntarenas et visitent en bateau l'île San Lucas dans le golfe de Nicoya, que l'on pense pouvoir accueillir une base navale. Après son retour via Aspinwall, où l'Augusta l'attend entre-temps, Kinderling reprend la mer vers le nord pour reprendre sa mission première, à savoir la protection des Allemands au Mexique. Le 30 mai 1868, l'Augusta atteint Veracruz, mais les autorités refusent toute communication. C'est sur la rade de Sacrificios que l'ordre de rappel (pour des raisons budgétaires) du 30 avril lui parvient. L'Augusta retourna donc en Europe via la Nouvelle-Orléans et arrive à Kiel le 20 juillet 1868.

### Guerre commerciale dans la guerre franco-prussienne

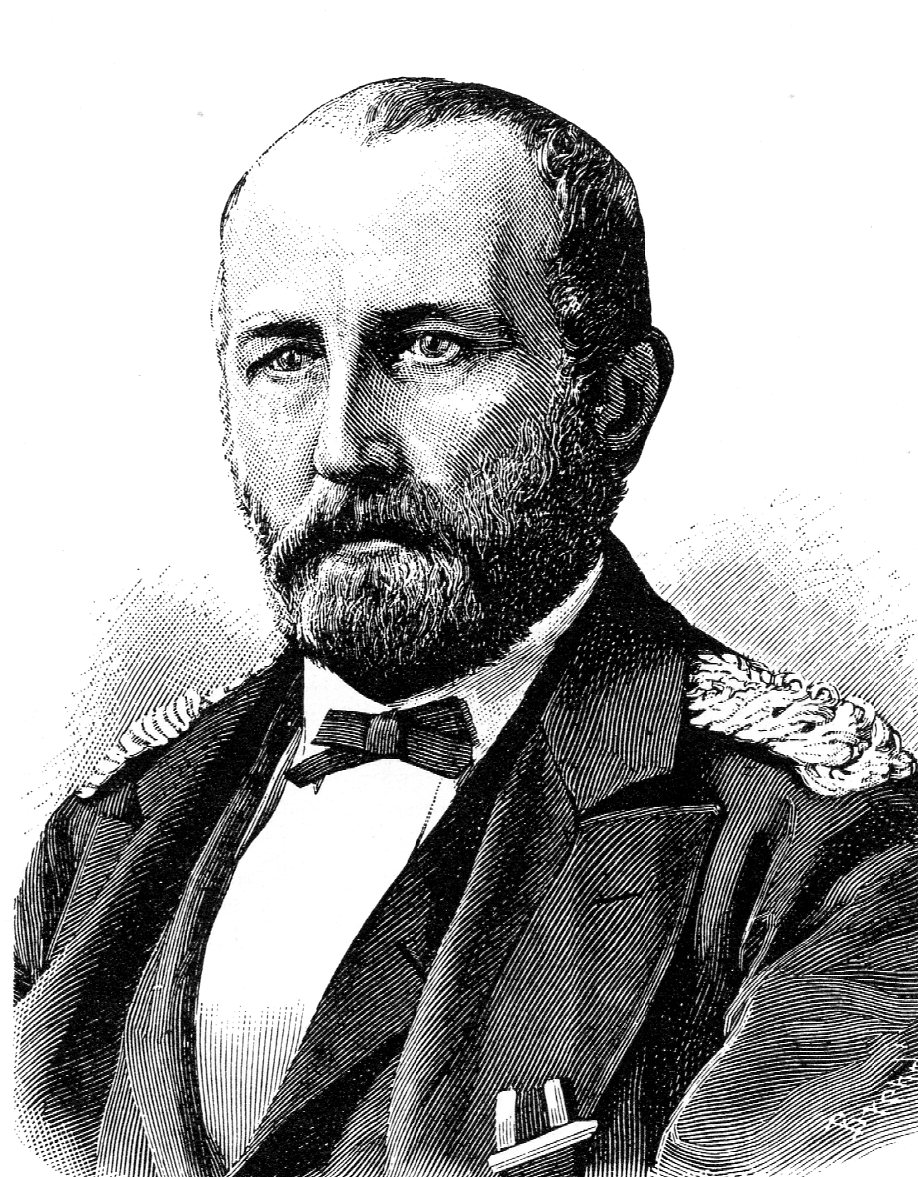
Capitaine de mer Johannes Weickhmann (1819-1897) vers 1878

Lors de la guerre franco-prussienne, la marine prussienne prévoit de lancer la guerre de croiseurs contre les livraisons d'armes et de munitions françaises. L'Augusta est donc mis en service le 26 octobre 1870 et navigue de Dantzig à Kiel avec l'équipage expérimenté de la Nymphe. Le commandement est assuré par le capitaine de corvette Johannes Weickhmann (de) est aux commandes. L'ordre de mission est retardé car Bismarck craint initialement que la guerre des croiseurs ne perturbe les relations avec la Grande-Bretagne et les États-Unis, mais il se laisse finalement convaincre. En conséquence, l'Augusta quitte Kiel le 12 décembre 1870.
Sous le pavillon d'un navire marchand, elle fait le tour des îles britanniques et arrive à Castletownbere le 22 décembre. Là, le pavillon de la marine prussienne est mis en place et les stocks de charbon provenant d'un bateau à vapeur allemand sont complétés. Dans la nuit du 25 décembre, l'Augusta quitte l'Irlande à la recherche de navires marchands transportant illégalement des armes des États-Unis vers la France. Le capitaine Weickhmann, partant du principe que de tels navires seront déchargés à Brest, commence à patrouiller au large de l'île d'Ouessant, à l'ouest du port. Le lendemain, l'équipage de l'Augusta inspecte deux navires neutres, ne trouve aucune marchandise de contrebande et les autorise à poursuivre leur voyage. Des tempêtes empêchent la recherche d'autres navires pour les jours suivants. Le 2 janvier 1871, Weickhmann décide de patrouiller dans la zone au large de l'estuaire de la Gironde dans l'espoir de trouver des navires transportant du matériel de guerre. Deux jours plus tard, elle arrête lbrick français Saint-Marc, qui transporte des vivres à Bordeaux pour l'armée française. Un cadet de la marine et cinq membres d'équipage montent à bord du navire, qui est saisi comme prise, et le conduisent au nord de l'Écosse vers un port allemand. Peu après, Augusta arrête la barque française Pierre Adolphe, qui transporte également à son bord des vivres pour l'armée. Un autre cadet et cinq marins prennent le navire. Sur les deux navires, les équipages français continuent à exploiter les navires sous la direction du personnel naval prussien. À 4 heures. Le 4 janvier, l'Augusta arrête également le navire à vapeur SS Mars du gouvernement français, qui transporte des armes de guerre comme cargaison. Comme l'Augusta ne peut pas fournir d'équipage supplémentaire pour le troisième navire, l'équipage du navire est capturé et le navire coulé.
Comme les réserves de charbon s'épuisent à ce moment-là et que le risque de rencontrer des navires de guerre français augmente en raison de ses succès dans la région, l'Augusta poursuit sa route vers le cap Finisterre, où elle inspecte trois navires neutres. Le 7 janvier, il fait escale dans le port espagnol de Vigo afin de compléter son approvisionnement en charbon. L'approvisionnement en charbon ne commence cependant que le 12 janvier et c'est ainsi qu'arrivent des navires de guerre français, dont le cuirassé Héroïne, bloquant la rade et immobilisant ainsi l'Augusta. Le blocus n'est levé qu'avec la paix préliminaire de Versailles du 26 janvier. Le 7 février, l'Augusta quitte Vigo et arrive à Wilhelmshaven le 21 février, après une escale charbonnière à Mandal. Entre-temps, la prise Pierre Adolphe a évité les navires de guerre français et atteint les côtes norvégiennes. Le 13 février, il s'y échoue et l'équipage est sauvé par des pêcheurs norvégiens. Après la signature du traité de paix de Francfort, les équipages français à bord du Saint-Marc sont rapatriés en France. Weickhmann reçoit la croix de fer de 2e classe pour son service avec l'Augusta.

### Autres missions
Le 18 décembre 1871, l'Augusta doit partir pour une nouvelle mission aux Indes-Occidentales, mais le voyage est annulé et le 26 janvier 1872, le navire est retiré du service pour une nouvelle révision. Pendant cette période, son armement est remplacé par des canons plus modernes. Une fois les travaux terminés en 1873, l'amirauté prévoit de l'envoyer en Méditerranée en novembre de cette année, mais cette mission est également annulée. Il reste hors service jusqu'au 1er mars 1874 et est finalement remis en service pour une autre mission outre-mer en Amérique centrale et du Sud. Il quitte Wilhelmshaven le 19 mars sous le commandement du capitaine de corvette Max von der Goltz. Après son arrivée dans sa zone d'affectation, l'Augusta commence une tournée des ports sud-américains, y compris une escale à Montevideo le 5 janvier 1875. Les troubles en Espagne pendant la troisième guerre carliste incitent l'amirauté à interrompre la mission de l'Augusta aux Indes-Occidentales et à envoyer le navire sur la côte espagnole pour protéger les intérêts allemands sur place. Il y arrive le 29 janvier. Au cours des trois mois suivants, la situation s'est calmée, si bien que la présence des canonnières Nautilus (de) et Albatross (de) est jugée suffisante pour la tâche. En toute logique, Augusta retourne aux Antilles après une visite à Lisbonne du 5 au 25 mai. En juillet, Augusta visite Haïti puis se rend ensuite en Uruguay, où des troubles rendent sa présence nécessaire. En août et septembre, elle se rend en Colombie pour la même raison. Le 25 novembre, son navire jumeau, la Victoria, arrive pour la remplacer à la station des Antilles. Augusta commence son voyage de retour vers l'Empire allemand et arrive à Wilhelmshaven le 6 janvier 1876. Là, il est retiré du service pour une nouvelle révision, qui comprend le remplacement de ses chaudières.
Le 20 septembre 1876, l'Augusta est remis en service et le navire part pour le Pacifique Sud le 3 octobre. Le 25 mars 1877, le navire arrive dans le port d'Apia. Le commandant du navire et le consul allemand Weber (de) signent un accord commercial avec les chefs samoans, garantissant aux commerçants allemands l'égalité de traitement avec les commerçants britanniques et américains. Augusta se rend ensuite à Nukuʻalofa sur Tongatapu, la capitale des Tonga. Le navire y est restedu 4 au 11 avril. Lorsque l'ʼAugusta revient à Apia, il y reçoit lʼordre de passer à la station dʼAsie-Orientale. Le 21 février 1878, le navire quitte Apia et rejoint les deux canonnières de la côte chinoise, le Nautilus et le Cyclop (de). Les trois navires sont chargés de faire respecter les accords commerciaux avec le gouvernement chinois. Le séjour de l'Augusta à la station est cependant de courte durée et après l'arrivée de son remplaçant, la corvette Leipzig, elle quitte les eaux chinoises le 5 juillet pour retourner en Empire allemand. Son chemin de retour passe par le canal de Suez et la mer Méditerranée et elle arrive à Wilhelmshaven le 14 octobre. Deux semaines plus tard, elle est à nouveau retirée du service. D'août 1879 à décembre 1881, le navire est révisé et son gréement réduit.
Au milieu des années 1880, l'Augusta est complètement obsolète, notamment en ce qui concerne l'espace nécessaire à l'équipage. Le 14 avril 1885, l'Augusta n'est donc remis en service que pour transporter des équipages de remplacement vers des navires en escale à l'étranger. Le 28 avril, sous le commandement du capitaine Falkow von Gloeden (de), elle embarque des équipages pour la corvette Gneisenau et les canonnières Albatross et Hyäne et quitte l'Empire allemand pour l'Australie. Elle passe le canal de Suez et atteint l'île de Périm, où elle est charbonnée pour la suite du voyage. Elle est partie dans la nuit du 1er au 2 juin. C'est son dernier contact avec le navire. Elle devait être à Albany, en Australie, le 17 juin, mais quatre semaines après avoir quitté Perim, l'Augusta n'est toujours pas arrivée, ce qui donne lieu à une enquête sur la disparition du navire et de son équipage de 222 personnes. Les navires marchands qui suivent la route que l'Augusta est censé avoir empruntée ne signalent aucun signe du navire et des navires de guerre allemands de la station est-africaine sont envoyés à la recherche de débris. Cependant, aucune trace du navire ou de son équipage n'est trouvée et le 13 octobre, il est officiellement déclaré perdu. L'enquête révèle qu'un cyclone a apparemment coulé le navire, qui n'est pas assez solidement construit pour résister à une forte tempête, dans le golfe d'Aden. Le cyclone coule également le français Aviso Renard ainsi qu'un vapeur britannique et ottoman. La perte de l'Augusta est la troisième perte d'un navire dans l'histoire navale allemande après la goélette Frauenlob en 1860 et la corvette Amazone en 1861.